# Ліга чемпіонів АФК 2007
Ліга чемпіонів АФК 2007 — 26-й розіграш головного клубного футбольного турніру Азійської конфедерації футбола (АФК) і 5-й під назвою Ліга чемпіонів АФК. Фінальні матчі відбулися 7 і 14 листопада 2007 року на полях фіналістів турніру. 
Японська команда Урава Ред Даймондз вперше стала чемпіоном, перемігши Сепахан з Ірану, став четвертим японським клубом, який виграв чемпіонат Азії, і пройшла кваліфікацію на клубний чемпіонат світу 2007.

## Клуби-учасники
Разом з чемпіоном, що захищав титул, Чонбук Хьонде Моторс, 28 інших клубів з чотирнадцяти країн кваліфікувалися за результатами виступів у вітчизняних лігах та кубках. Чонбук Хьонде Моторс увійшов до змагань на чвертьфіналі.
Жеребкування відбулося в Куала-Лумпур 22 грудня, розподіляючи команди в сім груп. У лютому АФК дискваліфікувала Естеґлал з групи В за те, що не встигла зареєструвати своїх гравців вчасно. Це зменшило кількість команд-учасників до 28.
| Захист титулу (1)                                     |                                      |
| Південна Корея (1)                                    | Чонбук Хьонде Моторс                 |
| Східна Азія та АСЕАН (12)                             |                                      |
| Австралія (2)                                         | Аделаїда Юнайтед ФК Сідней           |
| Китай (2)                                             | Шаньдун Лунен Шанхай Шеньхуа         |
| Індонезія (2)                                         | Персік Кедірі Арема                  |
| Японія (2)                                            | Урава Ред Даймондс Кавасакі Фронтале |
| Південна Корея (2)                                    | Соннам Чоннам Драгонз                |
| Таїланд (1)                                           | Бангкок Юнайтед                      |
| В'єтнам (1)                                           | Донгтам Лонган                       |
| Центральна та Південна Азія та Західна Азія (16) (15) |                                      |
| Іран (2) (1)                                          | Естеґлал Сепахан                     |
| Ірак (2)                                              | Аль-Завраа Наджаф                    |
| Кувейт (2)                                            | Аль-Кувейт Аль-Арабі                 |
| Катар (2)                                             | Ас-Садд Ар-Райян                     |
| Саудівська Аравія (2)                                 | Аш-Шабаб Аль-Хіляль                  |
| Сирія (2)                                             | Аль-Карама Аль-Іттіхад               |
| ОАЕ (2)                                               | Аль-Вахда Аль-Айн                    |
| Узбекистан (2)                                        | Пахтакор Нефтчі                      |

## Формат
Груповий етап
Всього 28 клубів були розділені на 7 груп по чотири, по регіонах, тобто східноазійські та південно-східні азійські клуби були направлені в групи від E до G, а решта були згруповані в групи від A до D. Кожен клуб грає дворазовий раунд (вдома і у гостях) проти трьох членів групи, загалом 6 матчів кожен. Клуби отримали 3 очки за перемог1, 1 очко за нічию, 0 - за поразку. Клуби класифікувалися відповідно до балів, а класифіковані були в наступному порядку:
- Очки, зароблені в особистих зустрічах
- Різниця м'ячів між клубами, про які йдеться
- Очки, зароблені в групі
- Різниця м'ячів в межах групи
- Голи в групі

Переможці семи груп разом з чемпіоном вийшли в чвертьфінал.
Плей-оф
Всі вісім клубів були випадково підібрані; однак, єдиним обмеженням було те, що клуби з однієї країни не могли зіткнутися один з одним у чвертьфіналі. Ігри проводилися вдома і в гостях, а сукупний бал вирішив переможця матчу. Якщо сукупний бал не зможе дати переможця, було використано "правило голів в гостях". Якщо була нічия, клуби грали додатковий час, де "правило голів в гостях" також застосовувалося. Якщо все-таки зіграли внічию, переможця визначали по пенальті.

## Груповий етап
Матчі групового етапу були зіграні протягом наступних днів: 7 і 21 березня, 11 і 25 квітня, 9 і 23 травня 2007 року.

### Група A
| Клуб       | І | В | Н | П | МЗ | МП | Різ | О  |
| ---------- | - | - | - | - | -- | -- | --- | -- |
| Аль-Вахда  | 6 | 4 | 1 | 1 | 13 | 6  | +7  | 13 |
| Аль-Завраа | 6 | 3 | 2 | 1 | 9  | 6  | +3  | 11 |
| Аль-Арабі  | 6 | 2 | 1 | 3 | 10 | 12 | -2  | 7  |
| Ар-Райян   | 6 | 0 | 2 | 4 | 3  | 11 | -8  | 2  |

| 7 березня 2007 |

| Аль-Арабі | 0–1        | Аль-Завраа         |
| --------- | ---------- | ------------------ |
|           | (Протокол) | Муслім Мубарак 66' |

| Стадіон Сабах Аль-Салем, Ель-Кувейт, Кувейт Глядачів: 1,500 Арбітр: Мухсен Басма (Сирія) |

| 7 березня 2007 |

| Ар-Райян | 0–1        | Аль-Вахда             |
| -------- | ---------- | --------------------- |
|          | (Протокол) | Мухаммед Аль-Шехі 81' |

| Стадіон Ахмед бен Алі, Доха, Катар Глядачів: 2,000 Арбітр: Янь Жикьян (Китай) |

| 21 березня 2007 |

| Аль-Вахда                                                            | 4–1        | Аль-Арабі         |
| -------------------------------------------------------------------- | ---------- | ----------------- |
| Мамаду Багайоко 40' 56' (пен.) Салех Аль Менгалі 63' Башир Сайєд 68' | (Протокол) | Мохаммед Яраг 35' |

| Стадіон Аль-Нахаян, Абу-Дабі, ОАЕ Глядачів: 3,500 Арбітр: Юїті Нісімура (Японія) |

| 21 березня 2007 |

| Аль-Завраа | 0–0        | Ар-Райян |
| ---------- | ---------- | -------- |
|            | (Протокол) |          |

| Стадіон Ахмед бен Алі, Доха, Катар Глядачів: 1,500 Арбітр: Лі Джи Янг (Південна Корея) |

| 11 квітня 2007 |

| Аль-Завраа          | 1–2        | Аль-Вахда                             |
| ------------------- | ---------- | ------------------------------------- |
| Ахмед Обейд Алі 46' | (Протокол) | Абдулрахім Джумаа 13' Башир Сайєд 74' |

| Стадіон Ахмед бен Алі, Доха, Катар Глядачів: 500 Арбітр: Талаат Нажм (Ліван) |

| 11 квітня 2007 |

| Аль-Арабі             | 1–1        | Ар-Райян       |
| --------------------- | ---------- | -------------- |
| Джарах Аль-Зухаір 60' | (Протокол) | Адель Ламі 52' |

| Стадіон Сабах Аль-Салем, Ель-Кувейт, Кувейт Глядачів: 7,300 Арбітр: Насер Аль-Гафарі (Йорданія) |

| 25 квітня 2007 |

| Ар-Райян          | 1–3        | Аль-Арабі                                |
| ----------------- | ---------- | ---------------------------------------- |
| Тьяго Рібейро 44' | (Протокол) | Халед Халаф 25' Фірас аль-Хатіб 63', 69' |

| Стадіон Ахмед бен Алі, Доха, Катар Глядачів: 1,000 Арбітр: Алі Аль-Мутлак (Саудівська Аравія) |

| 25 квітня 2007 |

| Аль-Вахда             | 1–1        | Аль-Завраа       |
| --------------------- | ---------- | ---------------- |
| Абдулрахім Джумаа 57' | (Протокол) | Хайдар Сабах 75' |

| Стадіон Аль-Нахаян, Абу-Дабі, ОАЕ Глядачів: 3,000 Арбітр: Джасім Карім (Бахрейн) |

| 9 травня 2007 |

| Аль-Завраа                                          | 3–2        | Аль-Арабі                |
| --------------------------------------------------- | ---------- | ------------------------ |
| Віссам Казем 21' Ахмад Ібрагім 70' Наваф Фаллах 78' | (Протокол) | Фірас Аль-Хатіб 50', 84' |

| Стадіон Ахмед бен Алі, Доха, Катар Глядачів: 500 Арбітр: Мохсен Торкі (Іран) |

| 9 травня 2007 |

| Аль-Вахда                                                                  | 3–0        | Ар-Райян |
| -------------------------------------------------------------------------- | ---------- | -------- |
| Норберто Муленесса 8' Хайдер Ало Алі 30' (пен.) Мамаду Багайоко 76' (пен.) | (Протокол) |          |

| Стадіон Аль-Нахаян, Абу-Дабі, ОАЕ Арбітр: Марк Шилд (Австралія) |

| 23 травня 2007 |

| Аль-Арабі                                                    | 3–2        | Аль-Вахда                     |
| ------------------------------------------------------------ | ---------- | ----------------------------- |
| Халед Абдул Каддус 6' Халед Халаф 55' Джаррах Аль-Зухайр 87' | (Протокол) | Саід Салем 23' Ясер Матар 90' |

| Стадіон Сабах Аль-Салем, Ель-Кувейт, Кувейт Арбітр: Равшан Ірматов (Узбекистан) |

| 23 травня 2007 |

| Ар-Райян       | 1–3        | Аль-Завраа                                                   |
| -------------- | ---------- | ------------------------------------------------------------ |
| Сауд Хамес 75' | (Протокол) | Селман Месбех 13' (аг) Абдул-Салам Абуд 26' Хайдар Сабах 34' |

| Стадіон Аль-Гаррафа, Доха, Катар Глядачів: 200 Арбітр: Субхіддін Мохд Саллех (Малайзія) |

### Група B
| Клуб         | І | В | Н | П | МЗ | МП | Різ | О |
| ------------ | - | - | - | - | -- | -- | --- | - |
| Аль-Хіляль   | 4 | 2 | 2 | 0 | 5  | 1  | +4  | 8 |
| Пахтакор     | 4 | 2 | 0 | 2 | 3  | 5  | -2  | 6 |
| Аль-Кувейт   | 4 | 0 | 2 | 2 | 2  | 4  | -2  | 2 |
| Естеґлал (*) | 0 | 0 | 0 | 0 | 0  | 0  | 0   | 0 |

(*) Естеґлал був дискваліфікований за те, що не вчасно подав список своїх гравців.
| 7 березня 2007 |

| Аль-Хіляль   | 1–1        | Аль-Кувейт      |
| ------------ | ---------- | --------------- |
| Родрігао 16' | (Протокол) | Фахад Авадх 90' |

| Міжнародний стадіон короля Фахда, Ер-Ріяд, Саудівська Аравія Глядачів: 50,000 Арбітр: Субхіддін Мохд Саллех (Малайзія) |

| 21 березня 2007 |

| Аль-Кувейт | 0–1        | Пахтакор              |
| ---------- | ---------- | --------------------- |
|            | (Протокол) | Александр Клецков 69' |

| Стадіон Аль-Кувейт, Ель-Кувейт, Кувейт Глядачів: 3,000 Арбітр: Сатор Тонгхан (Таїланд) |

| 11 квітня 2007 |

| Пахтакор | 0–2        | Аль-Хіляль                      |
| -------- | ---------- | ------------------------------- |
|          | (Протокол) | Омар Аль-Гамді 54' Родрігао 59' |

| Пахтакор, Ташкент, Узбекистан Глядачів: 10,000 Арбітр: Цунь-Цзе Хуань (Китай) |

| 25 квітня 2007 |

| Аль-Хіляль              | 2–0        | Пахтакор |
| ----------------------- | ---------- | -------- |
| Родрігао 30' 90' (пен.) | (Протокол) |          |

| Міжнародний стадіон короля Фахда, Ер-Ріяд, Саудівська Аравія Глядачів: 40,000 Арбітр: Лі Цзі Ян (Південна Корея) |

| 9 травня 2007 |

| Аль-Кувейт | 0–0        | Аль-Хіляль |
| ---------- | ---------- | ---------- |
|            | (Протокол) |            |

| Стадіон Аль-Кувейт, Ель-Кувейт, Кувейт Глядачів: 7,000 Арбітр: Джасім Карім (Бахрейн) |

| 23 травня 2007 |

| Пахтакор                            | 2–1        | Аль-Кувейт       |
| ----------------------------------- | ---------- | ---------------- |
| Уче Іхеруоме 45' Шахбоз Еркінов 59' | (Протокол) | Фарадж Лахіб 71' |

| Пахтакор, Ташкент, Узбекистан Глядачів: 3,000 Арбітр: Шамсул Майдін (Сінгапур) |

### Група C
| Клуб       | І | В | Н | П | МЗ | МП | Різ | О  |
| ---------- | - | - | - | - | -- | -- | --- | -- |
| Аль-Карама | 6 | 3 | 2 | 1 | 11 | 7  | +4  | 11 |
| Нефтчі     | 6 | 3 | 1 | 2 | 6  | 7  | -1  | 10 |
| Наджаф     | 6 | 2 | 2 | 2 | 9  | 8  | +1  | 8  |
| Ас-Садд    | 6 | 1 | 1 | 4 | 6  | 10 | -4  | 4  |

| 7 березня 2007 |

| Аль-Карама                             | 2–1        | Ас-Садд           |
| -------------------------------------- | ---------- | ----------------- |
| Андре Сенгор 70' Абдулрахман Акарі 85' | (Протокол) | Магид Мохамед 22' |

| Стадіон Халед Ібн Аль Валід, Хомс, Сирія Глядачів: 40,000 Арбітр: Мадхад Саїф Аль-Бадваві (ОАЕ) |

| 7 березня 2007 |

| Наджаф | 0–1        | Нефтчі             |
| ------ | ---------- | ------------------ |
|        | (Протокол) | Акмал Холматов 71' |

| Стадіон Сабах Аль-Салем, Ель-Кувейт, Кувейт Глядачів: 1,500 Арбітр: Хедаят Момбіні (Іран) |

| 21 березня 2007 |

| Ас-Садд             | 1–4        | Наджаф                                                         |
| ------------------- | ---------- | -------------------------------------------------------------- |
| Талал Аль-Блуші 45' | (Протокол) | Акель Мохаммед 47' Саїд Мохсен 55' 86' (пен.) Каррар Яссім 70' |

| Стадіон імені шейха Джассіма бін Хамада, Доха, Катар Глядачів: 1,500 Арбітр: Бен Вільямс (Австралія) |

| 21 березня 2007 |

| Нефтчі                                   | 2–1        | Аль-Карама        |
| ---------------------------------------- | ---------- | ----------------- |
| Анвар Бердиєв 27' Носірбек Отакузієв 77' | (Протокол) | Фірас Есмаель 32' |

| Стадіон Фаргона, Фергана, Узбекистан Глядачів: 20,000 Арбітр: Тайєб Хасан Шамсузаман (Бангладеш) |

| 11 квітня 2007 |

| Ас-Садд                             | 2–0        | Нефтчі |
| ----------------------------------- | ---------- | ------ |
| Халфан Ібрагім 65' Емерсон Шейх 75' | (Протокол) |        |

| Стадіон імені шейха Джассіма бін Хамада, Доха, Катар Глядачів: 2,000 Арбітр: Тан Хай (Китай) |

| 11 квітня 2007 |

| Аль-Карама           | 1–1        | Наджаф                |
| -------------------- | ---------- | --------------------- |
| Фахд Аоді 90' (пен.) | (Протокол) | Фалах Хасан Кадім 71' |

| Стадіон Халед Ібн Аль Валід, Хомс, Сирія Глядачів: 30,000 Арбітр: Ясім Карім (Бахрейн) |

| 25 квітня 2007 |

| Наджаф                                         | 2–4        | Аль-Карама                                                 |
| ---------------------------------------------- | ---------- | ---------------------------------------------------------- |
| Саїд Мохсен 7' (пен.) Кассім Фарадж 86' (пен.) | (Протокол) | Джехад Аль-Хуссейн 46', 52' Фахд Аоді 50' Андре Сенгор 65' |

| Стадіон Сабах Аль-Салем, Ель-Кувейт, Кувейт Глядачів: 40,000 Арбітр: Саад Аль-Фадхлі (Кувейт) |

| 25 квітня 2007 |

| Нефтчі                              | 2–1        | Ас-Садд          |
| ----------------------------------- | ---------- | ---------------- |
| Ікболон Акрамов 1' Насім Шоймов 41' | (Протокол) | Емерсон Шейх 17' |

| Стадіон Фаргона, Фергана, Узбекистан Глядачів: 14,600 Арбітр: Казухіко Мацумура (Японія) |

| 9 травня 2007 |

| Ас-Садд       | 1–1        | Аль-Карама    |
| ------------- | ---------- | ------------- |
| Алі Насер 16' | (Протокол) | Іяд Мандо 44' |

| Стадіон імені шейха Джассіма бін Хамада, Доха, Катар Глядачів: 2,000 Арбітр: Чайват Кунсута (Таїланд) |

| 9 травня 2007 |

| Нефтчі             | 1–1        | Наджаф           |
| ------------------ | ---------- | ---------------- |
| Акмал Холматов 43' | (Протокол) | Алі Мухаммед 60' |

| Стадіон Фаргона, Фергана, Узбекистан Глядачів: 16,000 |

| 23 травня 2007 |

| Аль-Карама         | 2–0        | Нефтчі |
| ------------------ | ---------- | ------ |
| Іяд Мандо 12', 50' | (Протокол) |        |

| Стадіон Халед Ібн Аль Валід, Хомс, Сирія Глядачів: 35,000 Арбітр: Алі Аль Мутлак (Саудівська Аравія) |

| 23 травня 2007 |

| Наджаф          | 1–0        | Ас-Садд |
| --------------- | ---------- | ------- |
| Саїд Мохсен 78' | (Протокол) |         |

| Стадіон Сабах Аль-Салем, Ель-Кувейт, Кувейт Арбітр: Салем Махмуд Муджхеф (Йорданія) |

### Група D
| Клуб        | І | В | Н | П | МЗ | МП | Різ | О  |
| ----------- | - | - | - | - | -- | -- | --- | -- |
| Сепахан     | 6 | 4 | 1 | 1 | 12 | 5  | +7  | 13 |
| Аш-Шабаб    | 6 | 3 | 1 | 2 | 9  | 3  | +6  | 10 |
| Аль-Айн     | 6 | 1 | 3 | 2 | 5  | 8  | -3  | 6  |
| Аль-Іттіхад | 6 | 0 | 3 | 3 | 3  | 13 | -10 | 3  |

| 7 березня 2007 |

| Сепахан                    | 2–1        | Аль-Іттіхад   |
| -------------------------- | ---------- | ------------- |
| Мехди Сайед Салех 19', 29' | (Протокол) | Анас Сарі 12' |

| Стадіон Фуладшехр, Ісфаган, Іран Глядачів: 25,000 Арбітр: Саад Каміль Аль-Фадхлі (Кувейт) |

| 7 березня 2007 |

| Аль-Айн | 0–2        | Аш-Шабаб                               |
| ------- | ---------- | -------------------------------------- |
|         | (Протокол) | Годвін Аттрам 45' Валід Аль-Гізані 72' |

| Стадіон Халіфа бін Заєд, Аль-Айн, ОАЕ Глядачів: 3,500 Арбітр: Абдулла Аль-Хілалі (Оман) |

| 21 березня 2007 |

| Аш-Шабаб | 0–1        | Сепахан               |
| -------- | ---------- | --------------------- |
|          | (Протокол) | Мехди Сайед Салех 83' |

| Міжнародний стадіон короля Фахда, Ер-Ріяд, Саудівська Аравія Глядачів: 8,000 Арбітр: Равшан Ірматов (Узбекистан) |

| 21 березня 2007 |

| Аль-Іттіхад | 0–0        | Аль-Айн |
| ----------- | ---------- | ------- |
|             | (Протокол) |         |

| Стадіон Хамданія, Алеппо, Сирія Глядачів: 15,000 Арбітр: Алаа Абдул-Кадір Нема (Ірак) |

| 11 квітня 2007 |

| Аш-Шабаб                                                                   | 4–0        | Аль-Іттіхад |
| -------------------------------------------------------------------------- | ---------- | ----------- |
| Абдулла Аль-Досарі 35', 48' Наджи Майраші 60' (пен.) Валід Аль-Гізаніі 79' | (Протокол) |             |

| Міжнародний стадіон короля Фахда, Ер-Ріяд, Саудівська Аравія Глядачів: 4,000 Арбітр: Шамсул Маідін (Сингапур) |

| 11 квітня 2007 |

| Аль-Айн                                               | 3–2        | Сепахан                               |
| ----------------------------------------------------- | ---------- | ------------------------------------- |
| Алі Аль-Вехабі 6' Мсалам Файез 44' Франк Онгфіанг 84' | (Протокол) | Мехди Сайед Салех 8' Емад Мохамед 65' |

| Стадіон Халіфа бін Заєд, Аль-Айн, ОАЕ Глядачів: 7,000 Арбітр: Чайват Кунсута (Таїланд) |

| 25 квітня 2007 |

| Сепахан         | 1–1        | Аль-Айн                  |
| --------------- | ---------- | ------------------------ |
| Хосейн Папі 49' | (Протокол) | Гавар Мулла Мухаммед 86' |

| Стадіон Фуладшехр, Ісфаган, Іран Глядачів: 25,000 Арбітр: Марк Шилд (Австралія) |

| 25 квітня 2007 |

| Аль-Іттіхад      | 1–1        | Аш-Шабаб        |
| ---------------- | ---------- | --------------- |
| Аммар Ріхаві 36' | (Протокол) | Ахмед Атаїф 65' |

| Стадіон Хамданія, Алеппо, Сирія Глядачів: 8,000 Арбітр: Талаат Наджм (Ліван) |

| 9 травня 2007 |

| Аш-Шабаб                                  | 2–0        | Аль-Айн |
| ----------------------------------------- | ---------- | ------- |
| Абдулла Аль-Аста 59' Валід Аль-Гізані 88' | (Протокол) |         |

| Міжнародний стадіон короля Фахда, Ер-Ріяд, Саудівська Аравія Глядачів: 6,000 Арбітр: Квон Чон-Чул (Південна Корея) |

| 9 травня 2007 |

| Аль-Іттіхад | 0–5        | Сепахан                                                                   |
| ----------- | ---------- | ------------------------------------------------------------------------- |
|             | (Протокол) | Абдул-Вахаб Абу Аль-Хаіл 10' Мохаммад Нурі 40', 55' Емад Мохамед 70', 90' |

| Стадіон Хамданія, Алеппо, Сирія Глядачів: 2,000 Арбітр: Лі Кі-Янг (Південна Корея) |

| 23 травня 2007 |

| Аль-Айн         | 1–1        | Аль-Іттіхад   |
| --------------- | ---------- | ------------- |
| Гареб Хареб 53' | (Протокол) | Анас Сарі 90' |

| Стадіон Халіфа бін Заєд, Аль-Айн, ОАЕ Глядачів: 2,500 Арбітр: Хуан Цзюньцзе (Китай) |

| 23 травня 2007 |

| Сепахан               | 1–0        | Аш-Шабаб |
| --------------------- | ---------- | -------- |
| Мехди Сайед Салех 33' | (Протокол) |          |

| Стадіон Фуладшехр, Ісфаган, Іран Глядачів: 30,000 Арбітр: Юїті Нісімура (Японія) |

### Група E
| Клуб               | І | В | Н | П | МЗ | МП | Різ | О  |
| ------------------ | - | - | - | - | -- | -- | --- | -- |
| Урава Ред Даймондс | 6 | 2 | 4 | 0 | 9  | 5  | +4  | 10 |
| ФК Сідней          | 6 | 2 | 3 | 1 | 8  | 5  | +3  | 9  |
| Персік Кедірі      | 6 | 2 | 1 | 3 | 6  | 16 | -10 | 7  |
| Шанхай Шеньхуа     | 6 | 1 | 2 | 3 | 7  | 4  | +3  | 5  |

| 7 березня 2007 |

| Шанхай Шеньхуа | 1–2        | ФК Сідней                     |
| -------------- | ---------- | ----------------------------- |
| Се Хуей 78'    | (Протокол) | Стів Коріка 8' Уфук Талай 23' |

| Стадіон Юаншен, Шанхай, Китай Глядачів: 12,000 Арбітр: Лі Кі-Янг (Південна Корея) |

| 7 березня 2007 |

| Урава Ред Даймондс                                 | 3–0        | Персік Кедірі |
| -------------------------------------------------- | ---------- | ------------- |
| Нобухіса Ямада 12' Юїтіро Нагаї 45' Сіндзі Оно 76' | (Протокол) |               |

| Сайтама 2002, Сайтама, Японія Глядачів: 31,303 Арбітр: Кім Дон Джин (Південна Корея) |

| 21 березня 2007 |

| Персік Кедірі        | 1–0        | Шанхай Шеньхуа |
| -------------------- | ---------- | -------------- |
| Берта Юана Путра 71' | (Протокол) |                |

| Стадіон Манахан, Суракарта, Індонезія Глядачів: 5,000 Арбітр: Абдулхамед Ебрахім (Бахрейн) |

| 21 березня 2007 |

| ФК Сідней                            | 2–2        | Урава Ред Даймондс                |
| ------------------------------------ | ---------- | --------------------------------- |
| Девід Карні 1' Уфук Талай 23' (пен.) | (Протокол) | Робсон Понте 30' Юїтіро Нагаї 55' |

| Футбольний стадіон Сіднея, Сідней, Австралія Глядачів: 21,010 Арбітр: Субхіддін Мохд Саллех (Малайзія) |

| 11 квітня 2007 |

| Урава Ред Даймондс | 1–0        | Шанхай Шеньхуа |
| ------------------ | ---------- | -------------- |
| Юкі Абе 45'        | (Протокол) |                |

| Сайтама 2002, Сайтама, Японія Глядачів: 28,828 Арбітр: Масуд Мораді (Іран) |

| 12 квітня 2007 |

| Персік Кедірі                             | 2–1        | ФК Сідней      |
| ----------------------------------------- | ---------- | -------------- |
| Аріс Буді Прасетіо 25' Буді Сударсоно 70' | (Протокол) | Стів Коріка 8' |

| Стадіон Манахан, Суракарта, Індонезія Глядачів: 15,000 Арбітр: Абдулла Балідех (Катар) |

| 25 квітня 2007 |

| Шанхай Шеньхуа | 0–0        | Урава Ред Даймондс |
| -------------- | ---------- | ------------------ |
|                | (Протокол) |                    |

| Стадіон Юаншен, Шанхай, Китай Глядачів: 10,000 Арбітр: Махмуд Аль-Гатріфі (Оман) |

| 25 квітня 2007 |

| ФК Сідней                            | 3–0        | Персік Кедірі |
| ------------------------------------ | ---------- | ------------- |
| Стів Коріка 54', 90' Алекс Броск 73' | (Протокол) |               |

| Стадіон Парраматта, Сідней, Австралія Глядачів: 10,075 Арбітр: Мінь Трі Во (В'єтнам) |

| 9 травня 2007 |

| Персік Кедірі                                       | 3–3        | Урава Ред Даймондс                                |
| --------------------------------------------------- | ---------- | ------------------------------------------------- |
| Крістіан Гонсалес 23' (пен.) 31' Буді Сударсоно 83' | (Протокол) | Сіндзі Оно 9' (пен.) Робсон Понте 50' Юкі Абе 62' |

| Стадіон Манахан, Суракарта, Індонезія Глядачів: 10,000 Арбітр: Тайєб Хасан Шамсузаман (Бангладеш) |

| 9 травня 2007 |

| ФК Сідней | 0–0           | Шанхай Шеньхуа |
| --------- | ------------- | -------------- |
|           | (Протокол1 2) |                |

| Футбольний стадіон Сіднея, Сідней, Австралія Глядачів: 14,786 Арбітр: Абдул Башир (Сінгапур) |

| 23 травня 2007 |

| Урава Ред Даймондс | 0–0        | ФК Сідней |
| ------------------ | ---------- | --------- |
|                    | (Протокол) |           |

| Сайтама 2002, Сайтама, Японія Глядачів: 44,793 Арбітр: Фаред Аль-Марзукі (ОАЕ) |

| 23 травня 2007 |

| Шанхай Шеньхуа                                                       | 6–0        | Персік Кедірі |
| -------------------------------------------------------------------- | ---------- | ------------- |
| Се Хуей 8' Гао Лінь 25' Дієго Алонсо 79', 87', 90' Серхіо Бланко 86' | (Протокол) |               |

| Стадіон Юаншен, Шанхай, Китай Глядачів: 8,000 Арбітр: Субрата Саркар (Індія) |

### Група F
| Клуб              | І | В | Н | П | МЗ | МП | Різ | О  |
| ----------------- | - | - | - | - | -- | -- | --- | -- |
| Кавасакі Фронтале | 6 | 5 | 1 | 0 | 15 | 4  | +11 | 16 |
| Чоннам Драгонз    | 6 | 3 | 1 | 2 | 7  | 8  | -1  | 10 |
| Арема             | 6 | 1 | 1 | 4 | 2  | 9  | -7  | 4  |
| Бангкок Юнайтед   | 6 | 0 | 3 | 3 | 4  | 7  | -3  | 3  |

| 7 березня 2007 |

| Бангкок Юнайтед | 0–0        | Чоннам Драгонз |
| --------------- | ---------- | -------------- |
|                 | (Протокол) |                |

| Тайсько-японський стадіон, Бангкок, Таїланд Глядачів: 2,000 Арбітр: Метью Бриз (Австралія) |

| 7 березня 2007 |

| Арема         | 1–3        | Кавасакі Фронтале                 |
| ------------- | ---------- | --------------------------------- |
| Елі Айбой 12' | (Протокол) | Магнум 1', 73' Кенго Накамура 82' |

| Стадіон Гаджаяна, Маланг, Індонезія Глядачів: 30,000 Арбітр: Насер Аль-Гафарі (Йорданія) |

| 21 березня 2007 |

| Чоннам Драгонз                   | 2–0        | Арема |
| -------------------------------- | ---------- | ----- |
| Кім Те-су 48' Сандро Кардосо 82' | (Протокол) |       |

| Футбольний стадіон Кван'ян, Кван'ян, Південна Корея Глядачів: 3,000 Арбітр: Хуан Цзюньцзе (Китай) |

| 21 березня 2007 |

| Кавасакі Фронтале        | 1–1        | Бангкок Юнайтед     |
| ------------------------ | ---------- | ------------------- |
| Патіпарн Петфун 78' (аг) | (Протокол) | Сурія Домтайсонг 7' |

| Стадіон Тодорокі, Кавасакі, Японія Глядачів: 10,816 Арбітр: Шамсул Маідін (Сінгапур) |

| 11 квітня 2007 |

| Чоннам Драгонз | 1–3        | Кавасакі Фронтале                  |
| -------------- | ---------- | ---------------------------------- |
| Кан Мін Су 90' | (Протокол) | Жуніньйо 29' (пен.) 70' Магнум 57' |

| Футбольний стадіон Кван'ян, Кван'ян, Південна Корея Глядачів: 5,703 Арбітр: Халіль аль-Гамді (Саудівська Аравія) |

| 11 квітня 2007 |

| Бангкок Юнайтед | 0–0        | Арема |
| --------------- | ---------- | ----- |
|                 | (Протокол) |       |

| Королівський стадіон тайської армії, Бангкок, Таїланд Глядачів: 1,500 Арбітр: Кадирбек Чинибеков (Киргизстан) |

| 25 квітня 2007 |

| Арема             | 1–0        | Бангкок Юнайтед |
| ----------------- | ---------- | --------------- |
| Бруно Казимир 56' | (Протокол) |                 |

| Стадіон Гаджаяна, Маланг, Індонезія Глядачів: 10,000 Арбітр: Сунь Бао Цзе (Китай) |

| 25 квітня 2007 |

| Кавасакі Фронтале                | 3–0        | Чоннам Драгонз |
| -------------------------------- | ---------- | -------------- |
| Жуніньйо 25' Чонг Те Се 81', 87' | (Протокол) |                |

| Стадіон Тодорокі, Кавасакі, Японія Глядачів: 10,070 Арбітр: Бен Вільямс (Австралія) |

| 9 травня 2007 |

| Чоннам Драгонз                      | 3–2        | Бангкок Юнайтед                              |
| ----------------------------------- | ---------- | -------------------------------------------- |
| Кім Сен-Хюн 28' Сон Те-Лім 79', 90' | (Протокол) | Кіттісак Сіріваен 11' Крайсорн Панчароен 39' |

| Футбольний стадіон Кван'ян, Кван'ян, Південна Корея Глядачів: 1,000 Арбітр: Абдул Неман |

| 9 травня 2007 |

| Кавасакі Фронтале                      | 3–0        | Арема |
| -------------------------------------- | ---------- | ----- |
| Кенго Накамура 4', 70' Таку Харада 80' | (Протокол) |       |

| Стадіон Тодорокі, Кавасакі, Японія Глядачів: 9,453 Арбітр: Мін Трі Во (В'єтнам) |

| 23 травня 2007 |

| Бангкок Юнайтед    | 1–2        | Кавасакі Фронтале                    |
| ------------------ | ---------- | ------------------------------------ |
| Еккафан Петвіс 40' | (Протокол) | Таку Харада 17' Такахіса Нішіяма 63' |

| Королівський стадіон тайської армії, Бангкок, Таїланд Арбітр: Росді Шахарул (Малайзія) |

| 23 травня 2007 |

| Арема | 0–1        | Чоннам Драгонз   |
| ----- | ---------- | ---------------- |
|       | (Протокол) | Джу Кванг-Юн 47' |

| Стадіон Гаджаяна, Маланг, Індонезія Глядачів: 5,000 Арбітр: Махмуд Аль-Гатріфі (Оман) |

### Група G
| Клуб             | І | В | Н | П | МЗ | МП | Різ | О  |
| ---------------- | - | - | - | - | -- | -- | --- | -- |
| Соннам           | 6 | 4 | 1 | 1 | 13 | 6  | +7  | 13 |
| Шаньдун Лунен    | 6 | 4 | 1 | 1 | 12 | 8  | +4  | 13 |
| Аделаїда Юнайтед | 6 | 2 | 2 | 2 | 9  | 6  | +3  | 8  |
| Донгтам Лонган   | 6 | 0 | 0 | 6 | 4  | 18 | -14 | 0  |

| 7 березня 2007 |

| Аделаїда Юнайтед | 0–1        | Шаньдун Лунен           |
| ---------------- | ---------- | ----------------------- |
|                  | (Протокол) | Майкл Валканіс 47' (аг) |

| Стадіон Хіндмарш, Аделаїда, Австралія Глядачів: 7,645 Арбітр: Сатоп Тонгхан (Таїланд) |

| 7 березня 2007 |

| Соннам                                             | 4–1        | Донгтам Лонган      |
| -------------------------------------------------- | ---------- | ------------------- |
| Мота 9' 69' (пен.) Кім Дон Хен 70' Адріан Няга 81' | (Протокол) | Тшамала Кабанга 87' |

| Спортивний комплекс Танчхон, Соннам, Південна Корея Глядачів: 300 Арбітр: Діловаршох Озуєв (Таджикистан) |

| 21 березня 2007 |

| Шаньдун Лунен                               | 2–1        | Соннам          |
| ------------------------------------------- | ---------- | --------------- |
| Александар Живкович 62' (пен.) Ван Юнпо 78' | (Протокол) | Чо Бюнг-кук 77' |

| Стадіон провінції Шаньдун, Цзінань, Китай Глядачів: 25,000 Арбітр: Талаат Наджм (Ліван) |

| 21 березня 2007 |

| Донгтам Лонган | 0–2        | Аделаїда Юнайтед                 |
| -------------- | ---------- | -------------------------------- |
|                | (Протокол) | Фернандо Реч 18' Тревіс Додд 30' |

| Стадіон Лонг, Танан, В'єтнам Глядачів: 10,000 Арбітр: Алі Салем (Мальдіви) |

| 11 квітня 2007 |

| Шаньдун Лунен                                | 4–0        | Донгтам Лонган |
| -------------------------------------------- | ---------- | -------------- |
| Хан Пенг 42', 52' Ван Юнпо 54' Лі Цзінюй 74' | (Протокол) |                |

| Стадіон провінції Шаньдун, Цзінань, Китай Глядачів: 25,000 Арбітр: Він Чо (М'янма) |

| 11 квітня 2007 |

| Аделаїда Юнайтед               | 2–2        | Соннам                   |
| ------------------------------ | ---------- | ------------------------ |
| Фернандо Реч 48' Брюс Джіт 55' | (Протокол) | Кім Дон Хен 57' Мота 75' |

| Стадіон Хіндмарш, Аделаїда, Австралія Глядачів: 9,093 Арбітр: Субхіддін Мохд Салех (Малайзія) |

| 25 квітня 2007 |

| Соннам          | 1–0        | Аделаїда Юнайтед |
| --------------- | ---------- | ---------------- |
| Чой Сун-Кук 29' | (Протокол) |                  |

| Спортивний комплекс Танчхон, Соннам, Південна Корея Глядачів: 2000 Арбітр: Мохсен Басма (Сирія) |

| 25 квітня 2007 |

| Донгтам Лонган                           | 2–3        | Шаньдун Лунен                   |
| ---------------------------------------- | ---------- | ------------------------------- |
| Тшамала Кабанга 14' Нгуен Вьет Тханг 36' | (Протокол) | Ван Юнпо 29' Лі Цзінюй 49', 90' |

| Стадіон Лонг, Танан, В'єтнам Глядачів: 10,000 Арбітр: Мохамед Аль-Саеді (ОАЕ) |

| 9 травня 2007 |

| Шаньдун Лунен          | 2–2        | Аделаїда Юнайтед                        |
| ---------------------- | ---------- | --------------------------------------- |
| Лі Вей 39' Шу Чанг 56' | (Протокол) | Фернандо Реч 36' (пен.) Натан Бернс 48' |

| Стадіон провінції Шаньдун, Цзінань, Китай Глядачів: 30,000 Арбітр: Халіль аль-Гамді (Саудівська Аравія) |

| 9 травня 2007 |

| Донгтам Лонган     | 1–2        | Соннам                   |
| ------------------ | ---------- | ------------------------ |
| Фан Ван Тай Ем 45' | (Протокол) | Мота 17' Чой Сун-Кук 83' |

| Стадіон Лонг, Танан, В'єтнам Глядачів: 5,000 |

| 23 травня 2007 |

| Аделаїда Юнайтед         | 3–0        | Донгтам Лонган |
| ------------------------ | ---------- | -------------- |
| Тревіс Додд 7', 22', 49' | (Протокол) |                |

| Стадіон Хіндмарш, Аделаїда, Австралія Глядачів: 6,917 Арбітр: Абдул Башир (Сінгапур) |

| 23 травня 2007 |

| Соннам                                 | 3–0        | Шаньдун Лунен |
| -------------------------------------- | ---------- | ------------- |
| Кім Дон Хен 37' Сон Де-хо 42' Мота 71' | (Протокол) |               |

| Спортивний комплекс Танчхон, Соннам, Південна Корея Глядачів: 13,243 Арбітр: Масуд Мораді (Іран) |

## Плей-оф

### Чвертьфінали
| Команда 1          | Заг.           | Команда 2            | 1-й матч | 2-й матч |
| ------------------ | -------------- | -------------------- | -------- | -------- |
| Сепахан            | 0–0 (пен. 5–4) | Кавасакі Фронтале    | 0–0      | 0–0 дч   |
| Аль-Вахда          | 1–1 (ч)        | Аль-Хіляль           | 0–0      | 1–1      |
| Соннам             | 4–1            | Аль-Карама           | 2–1      | 2–0      |
| Урава Ред Даймондс | 4–1            | Чонбук Хьонде Моторс | 2–1      | 2–0      |

#### Перші матчі
| 19 вересня 2007 |

| Сепахан | 0–0      | Кавасакі Фронтале |
| ------- | -------- | ----------------- |
|         | Протокол |                   |

| Стадіон Фуладшехр, Ісфаган, Іран Глядачів: 25,000 Арбітр: Ясім Карім (Бахрейн) |

| 19 вересня 2007 |

| Аль-Вахда | 0–0      | Аль-Хіляль |
| --------- | -------- | ---------- |
|           | Протокол |            |

| Стадіон Аль-Нахаян, Абу-Дабі, ОАЕ Глядачів: 12,000 Арбітр: Абдулла Балідех (Катар) |

| 19 вересня 2007 |

| Соннам                         | 2–1      | Аль-Карама      |
| ------------------------------ | -------- | --------------- |
| Кім Мін-хо 72' Чо Бюнг-кук 74' | Протокол | Андре Сенгор 9' |

| Спортивний комплекс Танчхон, Соннам, Південна Корея Глядачів: 1,300 Арбітр: Хедаят Момбіні (Іран) |

| 19 вересня 2007 |

| Урава Ред Даймондс                | 2–1      | Чонбук Хьонде Моторс |
| --------------------------------- | -------- | -------------------- |
| Макото Хасебе 4' Тацуя Танака 59' | Протокол | Чхве Джин Чхоль 90'  |

| Сайтама 2002, Сайтама, Японія Глядачів: 33,103 Арбітр: Салем Махмуд Муджхеф (Йорданія) |

#### Другі матчі
| 26 вересня 2007 |

| Кавасакі Фронтале                                                            | 0–0      | Сепахан                                                                                       |
| ---------------------------------------------------------------------------- | -------- | --------------------------------------------------------------------------------------------- |
|                                                                              | Протокол |                                                                                               |
|                                                                              | Пенальті |                                                                                               |
| Жуніньйо · Кадзукі Ґанаха · Масахіро Охаші · Хіроюкі Танігуті · Сюхей Терада | 4–5      | Хаді Агіли · Махаррам Навідкія · Абдул-Вахаб Абу аль-Хайл · Фаршад Бахарадані · Джалал Акбарі |

| Стадіон Тодорокі, Кавасакі, Японія Глядачів: 13,507 Арбітр: Саад Камель Аль-Фадхлі (Кувейт) |

- Сепахан виграв по пенальті 5–4

| 26 вересня 2007 |

| Аль-Хіляль         | 1–1      | Аль-Вахда        |
| ------------------ | -------- | ---------------- |
| Тарік Ель Таіб 85' | Протокол | Ісмаїл Матар 18' |

| Міжнародний стадіон короля Фахда, Ер-Ріяд, Саудівська Аравія |

- Аль-Вахда виграв згідно з правилом виїзного гола

| 26 вересня 2007 |

| Аль-Карама | 0–2      | Соннам                  |
| ---------- | -------- | ----------------------- |
|            | Протокол | Мота 9' Кім Дон Хен 71' |

| Стадіон Халед Ібн Аль Валід, Хомс, Сирія |

- Соннам виграв 4–1

| 26 вересня 2007 |

| Чонбук Хьонде Моторс | 0–2      | Урава Ред Даймондс                       |
| -------------------- | -------- | ---------------------------------------- |
|                      | Протокол | Тацуя Танака 3' Чхве Джин Чхоль 66' (аг) |

| Стадіон Кубка світу Чонджу, Чонджу, Південна Корея Арбітр: Халіль аль-Гамді (Саудівська Аравія) |

- Урава Ред Даймондс виграв 4–1

### Півфінали

#### Перші матчі
| 3 жовтня 2007 |

| Соннам                   | 2–2      | Урава Ред Даймондс                       |
| ------------------------ | -------- | ---------------------------------------- |
| Мота 10' Кім Ду Хьон 80' | Протокол | Тацуя Танака 52' Робсон Понте 65' (пен.) |

| Спортивний комплекс Танчхон, Соннам, Південна Корея Арбітр: Абдулрахман Абду (Катар) |

| 3 жовтня 2007 |

| Сепахан                                             | 3–1      | Аль-Вахда            |
| --------------------------------------------------- | -------- | -------------------- |
| Махмуд Карімі 11', 58' Махаррам Навідкія 85' (пен.) | Протокол | Мохамед Аль-Шехі 48' |

| Стадіон Фуладшехр, Ісфаган, Іран Арбітр: Абдул Башир (Сінгапур) |

#### Другі матчі
| 24 жовтня 2007 |

| Урава Ред Даймондс                                                   | 2–2      | Соннам                                                 |
| -------------------------------------------------------------------- | -------- | ------------------------------------------------------ |
| Вашингтон 21' Макото Хасебе 73'                                      | Протокол | Чой Сун-Кук 56' Кім Дон Хен 69'                        |
|                                                                      | Пенальті |                                                        |
| Робсон Понте · Вашингтон · Юкі Абе · Юїтіро Нагаї · Тадаакі Хіракава | 5–3      | Кім Сан Сік · Чой Сун-Кук · Кім Дон Хен · Пак Джін Суб |

| Сайтама 2002, Сайтама, Японія Глядачів: 51,651 Арбітр: Саад Камель Аль-Фадхлі (Кувейт) |

- Урава Ред Даймондс виграв по пенальті 5–3

| 24 жовтня 2007 |

| Аль-Вахда | 0–0      | Сепахан |
| --------- | -------- | ------- |
|           | Протокол |         |

| Стадіон Аль-Нахаян, Абу-Дабі, ОАЕ Глядачів: 13,000 Арбітр: Бен Вільямс (Австралія) |

- Сепахан виграв 3–1

### Фінал

#### Перший матч
| 7 листопада 2007 |

| Сепахан           | 1–1      | Урава Ред Даймондс |
| ----------------- | -------- | ------------------ |
| Махмуд Карімі 47' | Протокол | Робсон Понте 45'   |

| Стадіон Фуладшехр, Ісфаган, Іран Глядачів: 30,000 Арбітр: Субхіддин Мохд Саллех (Малайзія) |

#### Другий матч
| 14 листопада 2007 |

| Урава Ред Даймондс           | 2–0      | Сепахан |
| ---------------------------- | -------- | ------- |
| Юїтіро Нагаї 22' Юкі Абе 71' | Протокол |         |

| Сайтама 2002, Сайтама, Японія Глядачів: 59,034 Арбітр: Равшан Ірматов (Узбекистан) |

- Урава Ред Даймондс виграв 3–1

## Переможець
| Лігу чемпіонів АФК 2007 виграв |
| ------------------------------ |
| Урава Ред Даймондс 1-й титул   |

## Бомбардири
| #  | Гравець           | Клуб               | Голи |
| -- | ----------------- | ------------------ | ---- |
| 1  | Мота              | Соннам             | 7    |
| 2  | Кім Дон Хен       | Соннам             | 5    |
| 2  | Мехди Сайед Салех | Сепахан            | 5    |
| 4  | Родрігао          | Аль-Хіляль         | 4    |
| 4  | Фірас Аль-Хатіб   | Аль-Арабі          | 4    |
| 4  | Саїд Мохсен       | Наджаф             | 4    |
| 4  | Стів Коріка       | ФК Сідней          | 4    |
| 4  | Тревіс Додд       | Аделаїда Юнайтед   | 4    |
| 4  | Робсон Понте      | Урава Ред Даймондс | 4    |
| 10 | Магнум            | Кавасакі Фронтале  | 3    |
| 10 | Жуніньйо          | Кавасакі Фронтале  | 3    |
| 10 | Кенго Накамура    | Кавасакі Фронтале  | 3    |
| 10 | Ван Юнпо          | Шаньдун Лунен      | 3    |
| 10 | Ли Цзінюй         | Шаньдун Лунен      | 3    |
| 10 | Емад Мохамед      | Сепахан            | 3    |
| 10 | Махмуд Карімі     | Сепахан            | 3    |
| 10 | Мамаду Багайоко   | Аль-Вахда          | 3    |
| 10 | Валід Аль-Гізані  | Аш-Шабаб           | 3    |
| 10 | Дієго Алонсо      | Шанхай Шеньхуа     | 3    |
| 10 | Фернандо Реч      | Аделаїда Юнайтед   | 3    |
| 10 | Іяд Мандо         | Аль-Карама         | 3    |
| 10 | Андре Сенгор      | Аль-Карама         | 3    |
| 10 | Тацуя Танака      | Урава Ред Даймондс | 3    |
| 10 | Юїтіро Нагаї      | Урава Ред Даймондс | 3    |
| 10 | Юкі Абе           | Урава Ред Даймондс | 3    |
| 10 | Чой Сун-Кук       | Соннам             | 3    |